# 语素变体
语素变体（英語：allomorph）或词素变体，是同一个语素的不同发音或书写形式。

## 汉语
汉语的儿化是典型的语素变体现象。
- ：牲畜、家畜、畜生
- ：畜牧、蓄养

“畜”是“禽兽”的意思，在现代汉语中的读音不同，但在某些方言中读音却相同，可视为语素的语音变体。
有的语素的变体兼具音变和形变的特点，例如“屏”：
- ：屏气
- ：屏风、屏障
- 屏气 / 摒气

## 英语
英语的复数形式、过去式中有许多语素变体的例子，如过去式语素 -ed，它可能发生语音同化，或在齿龈塞音后插入一个中央元音。如下是它的一些语素变体：
- /əd/ 或 /ɪd/：动词词干以齿龈塞音 /t/ 或 /d/ 结尾，如 'hunted' /hʌntɪd/、'banded' /bændɪd/
- /t/：动词词干以 /t/ 以外的清音位结尾，如 'fished' /fɪʃt/
- /d/：动词词干以 /d/ 以外的浊音位结尾，如 'buzzed' /bʌzd/

我们注意到在上面的描述中“以外”常常出现，所以有必要引入一种更简洁的表述语素变体的方法。将条件以限制程度由高到低排列，首先观察第一个条件，如不适用，则观察第二个条件是否适用，以此类推：
- /əd/ 或 /ɪd/：动词词干以齿龈塞音 /t/ 或 /d/ 结尾
- /t/：动词词干以清音位结尾
- /d/：其他

需要注意的是不规则变化的优先级最高。

## 萨米语
萨米语用扬抑格的形式来调节词语中重音音节的位置，结果使得每一个后缀和屈折变化结尾都有重音、非重音两种形式。比如在北萨米语中，使役动词后缀有两种形式-hit/-ahttit，第一种用于两个音节的动词，词缀在第三个音节；第二种用于三个音节的动词，词缀在第三、四个音节。
- goarru-t 有两个音节，加上后缀后是 goaru-hi-t.
- nanosm-it 有三个音节，加上后缀后是 nanosm-ahtti-t.

## 词干的语素变体
语素变体现象也可以发生在词干、词根上，如古典梵语中：
|        | 单数       | 复数        |
| ------ | ---------- | ----------- |
| 主格   | /vaːk/     | /vaːt͡ʃ-as/  |
| 属格   | /vaːt͡ʃ-as/ | /vaːt͡ʃ-aːm/ |
| 工具格 | /vaːt͡ʃ-aː/ | /vaːɡ-bʱis/ |
| 方位格 | /vaːt͡ʃ-i/  | /vaːk-ʂi/   |

词干共有三种语素变体：/vaːk/, /vaːt͡ʃ/ 和 /vaːɡ/，实际运用受到具体后缀影响。/vaːk/ 是词源形式；前印度语族中的软腭音颚化导致了 /vaːt͡ʃ/ 变体的出现，这种变化仍然可以在方位格单数形式中发现：/t͡ʃ/ 后跟着 /i/。然而之后发生的 /e/、/o/ 融合为 /a/ 使得语音交替难以预测。因此，语素变体与音位学过程不再直接相关。
工具格复数的 /vaːɡ/ 的 /ɡ/ 来源于被后面的 /bʱ/ 同化。